# Can Vila (Sant Pere de Vilamajor)
Can Vila és una casa-torre de Sant Pere de Vilamajor (Vallès Oriental) protegida com a Bé Cultural d'Interès Local.

## Descripció
Torre de defensa del recinte de la Força (fortificació del castell comtal). Consta de planta baixa i pis cobert per una coberta de teula àrab. D'estructura original quadrada, defensava l'entrada oest del castell (porta de Brugueres). L'edificació actual conserva material rogenc de l'antic castell (com la Torre Roja) però l'edificació és una reconstrucció dels segles XVII i XVIII sobre les restes de la torre de defensa.